# Polystichum castaneum
Polystichum castaneum är en träjonväxtart som först beskrevs av C. B. Cl., och fick sitt nu gällande namn av Nayar och Kaur. Polystichum castaneum ingår i släktet Polystichum och familjen Dryopteridaceae. Inga underarter finns listade.